# 주제
주제(主題, theme)는 작가가 표현하려는 매우 중요하고 기본이 되는 사상이나 관념이다. 작가는 주제를 중심으로 소재를 정리하고 통일하여 작품을 형성하므로, 주제는 플롯 전개와 밀접한 관련이 있다. 테마라고도 한다. 철학상 용어로서 네덜란드의 논리학자 프랑코 페트리 뷔르헤르스데이크(Franco Petri Burgersdijk)의 《논리적 기관의 두 책(Institutionum logicarum libri duo)》에서 최초로 사용됐다.
그 사람이 사용한 주제는 아리스토텔레스가 '로고스'라는 말로써 막연히 한 표현에 가깝고 사상이나 의미의 직접 대상을 가리킨다. 그것은 기호(記號) 일종인데 관습이나 지식이나 지성을 대상으로 한 통찰로 말미암아 대상을 직접 지시하는 기호로서 오늘날 말하는 '상징'과 거의 동의인 이 말은 수사학에서 문장을 표현하는 근본을 나타내는 용어로도 사용될 뿐만 아니라 음악이나 문학에서도 범용된다. 

## 개요
인물 몇이 등장하여 매력 있는 대화하고 행동하면서 이야기 하나를 교묘한 극작술에 기초하여 묘사(描寫)한다고 가정하자. 웃고 울며, 기대에 숨을 죽이게 되고 무대상 인물과 함께 손에 땀을 쥐면서 관객의 전신경은 무대에 쏠리게 되고 관람하고서 크게 감명받으며, 때때로 그 감명이 뜻밖에 적고 이 연극은 무엇을 노리고 관객에게 무엇을 호소하려는지 알 수 없는 때도 있다. 그것은 주제가 명확하지 않기 때문이다. 주제란 그 작품의 모든 세부 효과를 단일한 방향을 향하여 결합시키는 '붉은 실'과 같다. 셰익스피어는 『로미오와 줄리엣』에서 봉건제도의 특규성이 있는 도덕에 도전하는 사랑을 묘사하였다. 아서 밀러는 『세일즈맨의 죽음』에서 미국 자본주의사회에서 인간성 왜곡과 파괴를 묘사하였다. 이 작가들은 그것을 인간을 향한 한없는 애정과 인간답지 못한 것을 대상으로 하는 심한 분노로 압축하여 한 묘사이다. 즉 '붉은 실'이란 작자의 통찰이고 현실과 대결하는 자세이며, 극작술의 기저(基底)에 있는 인생관과 세계관이다. 작자의 그 시점(視點)으로 모든 세부가 명확해지고 연계되며, 조립되어 비로소 주제는 작품 전체에 일관되어서 보는 자에게 확고한 감명을 준다.신극은 사회의 진실과 대면을 두려워하지 않는다. 오히려 모순이야말로 사회가 발전하는 원동력이고 사회는 변동하는 것, 역사법칙을 좇아 발전하고 전화(轉化)한다는 인식에 입각(立脚)하여 창작한다. 조금이라도 뜻있는 신극인은 그 신념에 입각하여 창작하는 활동에 참가하듯이 연극은 주제가 명확해야 해서 작자의 사상이 확고해야 한다.

## 같이 보기
- 교훈
- 모티프 (이야기)